# Concilio di Toledo XI
L'undicesimo concilio di Toledo, celebrato il 7 novembre 675, fu un concilio ispano-visigoto, facente parte della serie dei concili di Toledo.

## Storia
Il concilio di Toledo produsse un importante simbolo di fede volto a formalizzare il dogma trinitario a livello terminologico e concettuale. Autore tradizionale del Simbolo è Quirico, che ispirandosi alla Teologia trinitaria di Agostino, Fulgenzio di Ruspe e Isidoro di Siviglia, raccoglie e amplia il materiale già prodotto dai Sinodi toledani IV (633) e VI (638).

## Simbolo toledano
Il simbolo di Fede prodotto, custodisce il classico schema teologico latino-occidentale: si parte dall'unica natura che sussiste in tre persone. Questa divinità si estende ai Tre senza differenza di tempi o gradi di natura, ma secondo l'ordine dell'origine (Fonte (Padre), Generazione (Figlio), Processione (Spirito Santo)). Si sottolinea l'uguaglianza, come nel toletano VI. Si può trovare anche un accenno all'analogia psicologica di Agostino, ma limitatamente allo Spirito amore di Padre e Figlio. Domina invece la dottrina delle relazioni, intese quale principio adeguato di distinzione nell'unità.

## Partecipanti
Al concilio assistettero 17 vescovi della provincia ecclesiastica toletana; altri 2 vescovi, non presenti, furono rappresentati dai rispettivi locum tenens.
- Quirico di Toledo
- Atanasio di Saetabis
- Argemundo di Oreto
- Giovanni di Bigastro
- Godescaldo di Osma
- Leandro di Illici
- Palmazio di Urci
- Concordio di Palencia
- Eterio di Baza
- Acisclo di Compluto

- Felice di Diano
- Ricila di Acci
- Rogato di Baeza
- Suinterico di Valencia
- Memorio di Segorbe
- Egica di Siguenza
- Gaudenzio di Valeria
- Liberato, vicario di Sinduito di Segovia
- Egila, vicario di Munolo di Cartagena